# Hermann Victor Hugo Hübbe
Hermann Victor Hugo Hübbe (* 11. Juni 1901 in Mexiko-Stadt; † 7. Oktober 1972 in Hamburg) war ein deutsch-mexikanischer Bankier und von 1933 bis 1937 Präses der Handelskammer Hamburg.

## Familie und Beruf
Hermann Hübbe wurde als ältester Sohn des Bankiers Anton Hübbe (1872–1942) und seiner Frau Ana de Chapeaurouge (1880–1946), die aus dem mexikanischen Zweig der alteingesessenen Hamburger Senatoren-Familien Chapeaurouge stammte, geboren. 
Er besuchte zunächst die Deutsche Schule in Mexiko-Stadt, bevor er 1911 mit seinen Eltern zurück nach Deutschland kehrte. Seine Schullaufbahn setzte er bis 1912 am Goethe-Gymnasium in Frankfurt am Main und dann am Johanneum in Hamburg fort. 
Nach einer kaufmännischen Ausbildung bei der Hamburger Reismühle A. Lüthke & Co, arbeitete Hübbe ab Juli 1921 zunächst für drei Jahre in der Filiale der Deutsch-Südamerikanischen Bank (DSB) in Buenos Aires und ging dann 1924 zur J. Henry Schroeder Banking Corporation nach New York. 
1932 folgte er seinem Vater als Direktor der Hamburger Niederlassung der Deutsch-Südamerikanischen Bank. Im Gegensatz jedoch zu seinem Vater, der als Präses der Handelskammer Hamburg bis 1931 gegen den Nationalsozialismus agiert hatte, war Hübbe zum 1. Mai 1933 der NSDAP beigetreten (Mitgliedsnummer 3.030.144) und gestaltete nun die Filiale des DSB zu einem „nationalsozialistischen Vorzeigebetrieb“. So entließ er bis August 1933 alle jüdischen Mitarbeiter. 1937 wurde Hübbe in den Vorstand der DSB nach Berlin berufen, leistete jedoch nach Kriegsbeginn 1939 zunächst seinen Wehrdienst im Oberkommando der Wehrmacht und wechselte dann in das Reichssicherheitshauptamt, wo er in der Abteilung IV E 2 für allgemeine Wirtschaftsangelegenheiten im Rahmen der Spionage-Abwehr zuständig gewesen ist. 
Nach dem Krieg wurde er von 1945 bis 1947 von den Briten in Neuengamme interniert. In der Entnazifizierung als entlastet eingestuft, kehrte er aber schon 1948 in seine alte Position bei der Deutsch-Südamerikanischen Bank zurück. Zwischen 1948 und 1950 leitete er auch die Arbeitsgemeinschaft, die zwischen der Deutsch-Südamerikanischen Bank und der Hamburger Kreditbank im Bereich des Auslandsgeschäfts bestand. Nach seinem altersbedingten Ausscheiden aus dem Vorstandsamt, wechselte er 1966 in den Aufsichtsrat der DSB und verblieb dort bis zu seinem Tode 1972.

## Ehrenamt
Am 16. Juni 1933 wurde Hübbe – nur zwei Jahre nach seinem Vater – zum Präses der nunmehr gleichgeschalteten und nach dem Führerprinzip neustrukturierten Handelskammer Hamburg gewählt, auch auf Betreiben des NS-Gauleiters und Reichsstatthalters in Hamburg Karl Kaufmann. Zu diesem Handelskammerplenum hatten siebzehn Mitglieder, darunter alle jüdischen und halbjüdischen Mitglieder wie Rudolf Petersen, Franz Rappolt oder Max Warburg, ausscheiden müssen. Unter den neuen Mitgliedern waren dann „ausgesprochene Parteigänger der Nationalsozialisten“ wie der Kaufmann Joachim de la Camp oder der Kaffeemakler und nationalsozialistische Bürgerschaftspräsident Fritz Meyer. Den langjährigen Syndikus und Leiter der Commerzbibliothek, Eduard Rosenbaum, entließ Hübbe mit den Worten in den vorzeitigen Ruhestand, es müsse hart sein, einer so wurzellosen Rasse anzugehören. Als jedoch im August 1934 das Reichswirtschaftsministerium die Dienstaufsicht über die Handelskammer übernehmen wollte, pochte auch Hübbe auf deren Eigenständigkeit. Unter dem Einfluss seines Vaters und dessen national-liberaler Freunde in der Handelskammer, ließ Hübbe zu, dass die amtlichen Mitteilungen weiterhin von der jüdischen Firma Ackermann & Wulff Nachflg. gedruckt wurden und erließ noch im Mai 1936 eine Anordnung, dass Auskünfte über die Ariereigenschaft eines Firmeninhabers ausschließlich an öffentlich-rechtliche Körperschaften herausgegeben werden, weil er sich als Präses nicht aktiv an antijüdische Boykottmaßnahmen des Handels beteiligen wollte.
Er stand der Kammer bis zu seinem beruflichen Wechsel nach Berlin am 6. April 1937 vor. Bereits 1936 wurde Hübbe als Mitglied des Werberats der deutschen Wirtschaft in den Ausschuss für Auslandswerbung beim Reichsministerium für Volksaufklärung und Propaganda berufen. 1937 wurde er Mitglied im Stiftungsrat für das Hamburger SA-Erholungsheim in Merkendorf, welches ab 1940 unter der Wilhelm-Bolz-Stiftung geführt wurde.  In Berlin wurde Hübbe am 14. März 1938 vom Reichswirtschaftsministerium zum Leiter der neuerrichteten Wirtschaftskammer für den Wirtschaftsbezirk Nordmark bestellt und gehört dem Beirat der Außenhandelsstelle für Hamburg und die Nordmark an. 
In Hamburg folgte Hübbe seinem Vater 1934 als Vorsitzender des Lateinamerikanischen Vereins Hamburg-Bremen e.V., der sich im selben Jahr aus der Geschäftsstelle der Deutschen Handelskammern in den lateinamerikanischen Ländern (GELATEINO) gegründet hatte, wirkte dort bis 1939 im Vorsitz, danach als stellvertretender Vorsitzender. Er gehörte zudem zu den
Mitbegründern der Deutschen Ibero-Amerika-Stiftung des Ibero-Amerikanischen Instituts und der Deutschen Bolivar-Gesellschaft.

## Familie
Hermann Hübbe heiratete 1925 Ingeborg Schröder (1903–1975). Über seine Schwester Ana Elisabeth (1903–1975) ist er Schwager von Hermann Reusch. 